# Кожловац
Кожловац је насељено мјесто у Равним Котарима, у сјеверној Далмацији. Припада граду Бенковцу, у Задарској жупанији, Република Хрватска.

## Географија
Кожловац је од Бенковца удаљен око 7 км југоисточно.

## Историја
Кожловац је до 1836. године припадао православној парохији Буковић. Тада је пребачен у малу Коларинску парохију, која има цркву у Коларини.
Село је ушло у састав Републике Срске Крајине 1991. године, као и остатак бенковачког краја, а становништво је напустило село током хрватске војне акције Олуја у августу 1995. године. Остало је пусто и разрушено.

## Култура
У Кожловцу се налази храм Српске православне цркве Свете Недјеље, која је изграђена у 19. вијеку. Из темеља је 1961. године поново озидана, а освештана 1966. године. По извештају од 9. јуна 1997. године, унутрашњост цркве је демолирана а инвентар делимично уништен.

## Становништво
По попису из 1991. године, Кожловац је имао 373 становника, од којих се 371 изјаснило као Срби. По попису становништва из 2001. године Кожловац је имао само 8 становника, који су сви српске националности. Кожловац је према попису становништва из 2011. године имао 20 становника.
| Националност       | 1991. | 1981. | 1971. | 1961. |
| Срби               | 371   | 408   | 498   | 519   |
| Југословени        |       | 17    |       |       |
| Хрвати             |       | 1     | 2     | 3     |
| остали и непознато | 2     | 1     | 1     |       |
| Укупно             | 373   | 427   | 501   | 522   |

| Демографија | Демографија | Демографија |
| Година      | Становника  | Становника  |
| ----------- | ----------- | ----------- |
| 1961.       | 522         |             |
| 1971.       | 501         |             |
| 1981.       | 427         |             |
| 1991.       | 373         |             |
| 2001.       | 8           |             |
| 2011.       |             | 20          |

## Попис 1991.
На попису становништва 1991. године, насељено место Кожловац је имало 373 становника, следећег националног састава:
| Попис 1991.‍ | Попис 1991.‍ | Попис 1991.‍ | Попис 1991.‍ | Попис 1991.‍ |
| ----------- | ----------- | ----------- | ----------- | ----------- |
|             |             |             |             |             |
| Срби        | Срби        |             | 371         | 99,46%      |
| непознато   | непознато   |             | 2           | 0,53%       |
| укупно: 373 |             |             |             |             |

## Презимена
- Баљак — Православци
- Башић — Православци
- Видовић — Православци
- Зорица — Православци
- Иванишевић — Православци
- Колунџић — Православци
- Љубовић — Православци
- Матић — Православци
- Роквић — Православци
- Узелац — Православци
- Шолаја — Православци